# Млоткувко
Млоткувко (пол. Młotkówko, нім. Seeburg) — село в Польщі, у гміні Вижиськ Пільського повіту Великопольського воєводства. Населення — 98 осіб (2011).
У 1975—1998 роках село належало до Пільського воєводства.

## Демографія
Демографічна структура станом на 31 березня 2011 року:
|          | Загалом | Допрацездатний вік | Працездатний вік | Постпрацездатний вік |
| -------- | ------- | ------------------ | ---------------- | -------------------- |
| Чоловіки | 45      | 10                 | 34               | 1                    |
| Жінки    | 53      | 14                 | 33               | 6                    |
| Разом    | 98      | 24                 | 67               | 7                    |